# Ulrich Helmasperger
Ulrich Helmasperger (... – Magonza, XV secolo) è stato un funzionario tedesco.
Nella prima metà del XV secolo aprì a Magonza un celebre studio notarile; a lui si rivolse, il 6 novembre 1455, Johannes Fust per stilare l'atto introduttivo del processo a Johann Gutenberg.
Gutenberg si vide poi sconfitto nel processo e gli furono confiscati i caratteri. Il cosiddetto strumento Helmasperger, ossia l'atto introduttivo del processo, è stato riportato alla luce da Karl Dziatzko nel 1886.